# Be My Baby (chanson des Ronettes)
Pour les articles homonymes, voir Be My Baby.
Be My Baby est une chanson sortie en août 1963 écrite par Phil Spector, Jeff Barry et Ellie Greenwich et chantée par The Ronettes. Emblématique de la technique du « mur de son », largement considérée comme une des plus brillantes chansons des années 1960, elle a été reprise par de nombreux interprètes dont Whigfield, Jody Miller, Andy Kim ou encore John Lennon mais aussi Elta Wave[Qui ?].

## Production
La chanson a été enregistrée le 5 juillet 1963 aux studios Gold Star à Los Angeles. Spector a enregistré un vaste assortiment d'instruments, incluant guitares, saxophones, trombones ainsi que plusieurs pianos, avec un procédé innovant de mixage et d'over-dubbing. Il a décrit sa méthode comme étant « une approche wagnérienne appliquée au rock 'n' roll », qui sera par la suite connue sous le nom de « mur de son » (Wall of Sound). La batterie était jouée par Hal Blaine, batteur de studio très sollicité à l'époque, qui introduisit le motif d'introduction caractéristique, lequel a souvent été imité depuis,. Les parties de guitares étaient assurées par Tommy Tedesco and Bill Pitman, qui ont donné leurs noms à l'instrumental occupant la face B du 45 tours.
La chanson a été arrangée par Jack Nitzsche, collaborateur régulier de Phil Spector, avec Larry Levine (en) au poste d'ingénieur du son.
Ronnie Spector est la seule membre des Ronettes à figurer sur cet enregistrement.
Sonny et Cher ont participé à l'enregistrement en tant que choristes.

## Accueil et influences
« Spector obtient d'Ellie Greenwich et Jeff Barry Be My Baby, une chanson inoubliable, dont Brian Wilson dit qu'il l'écouta au moins cent fois de suite pour en percer le secret. Le potentiel des Ronettes se cristallise dans cette création parfaite : break de batterie, le fameux « wo-wo-wo » de Ronnie, science du producteur pour que l'orchestration serve de tremplin à la voix, sentimentalité adolescente explosant dans un lyrisme d'une nature presque spirituelle. »

— Jean-William Thoury, Dictionnaire du rock
Brian Wilson l'a qualifiée de « plus parfaite chanson pop jamais créée », et sa fille Carnie Wilson a déclaré : « Je me réveillais chaque matin au son de boom boom-boom pow! Boom boom-boom pow! Tous les jours. » (Brian Wilson en a lui-même enregistré une reprise figurant sur l'album Live at the Roxy Theatre (en) publié en 2000.)
En 2017, le magazine Billboard l'a classée no 1 d'un classement des « 100 meilleures chansons de girl groups ». En 2021, Rolling Stone classe la chanson en 22e position dans sa liste des « 500 plus grandes chansons de tous les temps ».

## Reprises et adaptations

### Reprises
En 2022, Alan Parsons l'a incluse dans son album From the New World, comme dernier morceau, chanté par Tabitha Fair.

### Adaptations
À la suite du succès international, la chanson est adaptée dans de nombreuses langues.
En français :
- 1963 : Georges Aber adapte le morceau sous le titre Reviens vite et oublie qui est chanté par Frank Alamo, par Les Surfs et par Sophie Hecquet, entre autres ;
- 1972 : elle est chantée par le duo québécois François et Liette sous le titre Vivre avec toi, paroles de Bobby Leclerc ;
- 1974 : elle a été chantée par Guy Mardel sous le titre Un arc et des flèches sur des paroles d’Yves Dessca ;
- 1987 : elle a été chantée par Sheila (classement au Top50) sous le titre Comme aujourd’hui sur des paroles d’Alain Garcia ;
- 1989 : la chanson est reprise dans l'épisode La Reine du bal (Queen of the High School Ballroom) de la série Alvin et les Chipmunks.